# Mouladurioù Hor Yezh
 (septembre 2024).
Si vous disposez d'ouvrages ou d'articles de référence ou si vous connaissez des sites web de qualité traitant du thème abordé ici, merci de compléter l'article en donnant les références utiles à sa vérifiabilité et en les liant à la section « Notes et références ».
Mouladurioù Hor Yezh (les éditions/impressions de notre langue) est une maison d'édition au statut d'association qui publie des livres en breton. Elle a été créée par Pierre Denis et gérée pendant près de 30 ans par Yann et Tereza Desbordes à Lesneven (Finistère).

## Publications
L'éventail des publications, à raison de quelques livres par an est très varié :
- romans, contes et nouvelles,
- poésie,
- autobiographies, souvenirs,
- études, essais, philosophie,
- langue bretonne et linguistique du breton, en particulier les dictionnaires de poche allemand, anglais et français

Un accent particulier est mis sur la réédition d'œuvres en breton du XXe siècle et des textes importants du XIXe siècle (Théodore Hersart de la Villemarqué, François-Marie Luzel), les auteurs de Gwalarn sont aussi réédités (Abeozen, Youenn Drezen, Roparz Hemon, Xavier de Langlais), ainsi que Yeun ar Gow et Yves Berthou.
On y trouve aussi des traductions depuis l'anglais (Emily Brontë), le français (Paul Féval, Xavier Grall, J.-H. Rosny aîné), le grec ancien (Eschyle), le grec moderne (Kostas Varnalis), l'italien (Alessandro Manzoni), le sorabe (Jùrij Brêzan).
Des poètes contemporains sont également édités tel Alain Durel.